# Abu Ballas
Abu Ballas és un jaciment arqueològic al desert libi d'Egipte. Es troba a uns 200 km al sud-oest de l'Oasi de Dajla i té la forma de dos cons aïllats de gres. Tots dos pujols estan coberts de ceràmica egípcia. A principis del segle xx, aquests atuells estaven ben conservats, però a hores d'ara per la degradació causada pel turisme, estan molt deteriorats. El jaciment fou descobert el 1918 i 1923, i s'hi han dut a terme recerques més recents. L'àrea dona nom a la formació geològica d'Abu Ballas.

## Ocupació neolítica
Sembla que l'àrea d'Abu Ballas estigué habitada des del 8700 abans de la nostra era fins al 5700 abans de la nostra era, i degueren ser les condicions ambientals la raó per al sobtat cessament de l'ocupació humana.

## Camí d'Abu Ballas
La naturalesa d'aquest indret havia romàs durant molt de temps com un misteri. Les darreres recerques, però, han demostrat que era una estació en un antic camí del desert, anomenat Camí d'Abu Ballas, que connectava l'Oasi de Dajla amb l'altiplà de Gilf Kebir i la muntanya Uweinat. Alguns investigadors creuen que Abu Ballas era una fita d'una antiga ruta comercial egípcia cap a l'Àfrica central o per a la prospecció de minerals. Es va fundar a la fi de l'Imperi Antic o a la primeria del Primer Període Intermedi d'Egipte, quan algunes autoritats decidiren col·locar dipòsits de subministraments en un camí del desert. Abu Ballas en fou dels més grans. A més a més de la ceràmica, hi trobaren gravats en la roca, estris de pedra i fins i tot un tauler de joc de senet. No hi ha fonts d'aigua properes, per això l'aigua i el menjar eren transportats des de l'Oasi de Dajla a lloms de rucs. El més probable és que la gent visqués ací només durant curts períodes. Aquest camí del desert es feu servir sobretot a la fi de l'Imperi Antic i menys en el Segon Període Intermedi i en l'Imperi Nou.

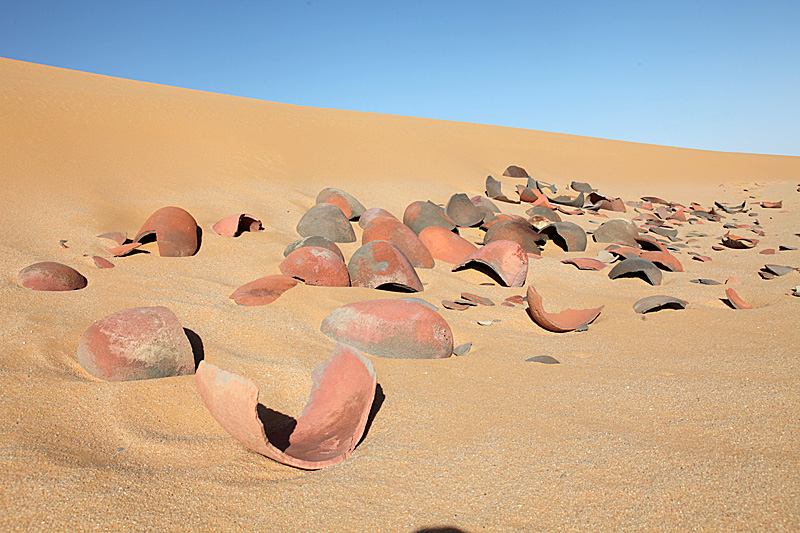
Ceràmica d'Abu Ballas
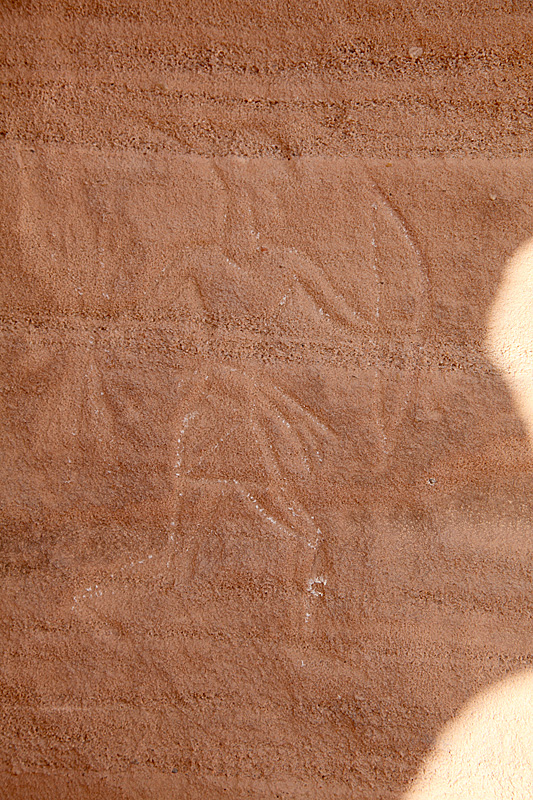
Gravat d'un arquer
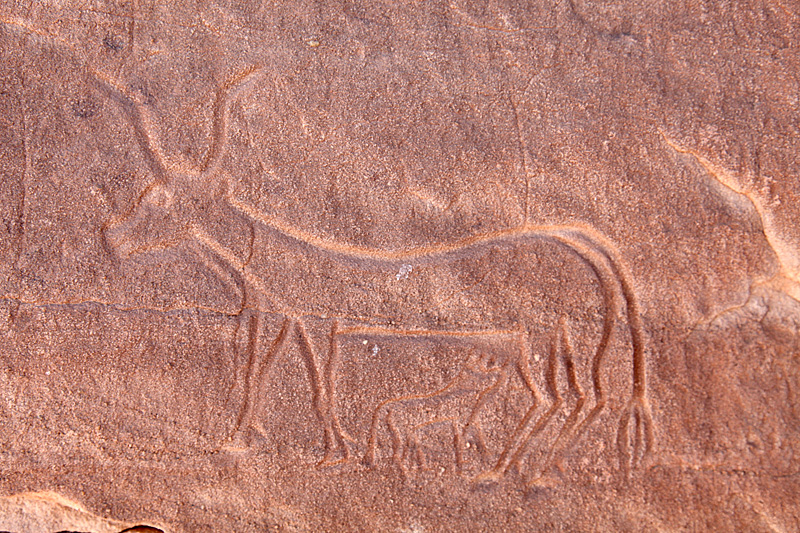
Gravat d'una vaca alletant el seu vedell